# 대한민국 상법 제542조의5
대한민국 상법 제542조의5는 이사·감사의 선임방법에 대한 상법 회사법의 조문이다.

## 조문
제542조의5 (이사·감사의 선임방법) 상장회사가 주주총회에서 이사 또는 감사를 선임하려는 경우에는 제542조의4제2항에 따라 통지하거나 공고한 후보자 중에서 선임하여야 한다.